# Eduard Richter
Eduard Richter (22. září 1825 Nová Georgswalde – 21. září 1895 Georgswalde) byl rakouský podnikatel a politik německé národnosti z Čech, poslanec Českého zemského sněmu.

## Biografie
Byl továrníkem. Podnikal v textilním průmyslu. Po dobu 21 let působil jako starosta města Georgswalde (dnes Jiříkov). Získal rytířský Řád Františka Josefa. Zasedal v okresním zastupitelstvu v Šluknově.
V 90. letech se zapojil i do vysoké politiky. Poté, co zemřel poslanec Leo Nagel, byl v doplňovacích zemských volbách v prosinci 1891 Richter zvolen na Český zemský sněm, kde zastupoval kurii městskou, obvod Georgswalde, Königswalde. Byl uváděn jako oficiální kandidát sboru důvěrníků Němců v Čechách (tzv. Ústavní strana).
Zemřel v září 1895 ve věku 70 let. Zemřel po dlouhé nemoci.